# Alberto Etchebehere
Alberto Etchebehere (Bahía Blanca, provincia de Buenos Aires 4 de junio de 1903–Buenos Aires, 2 de abril de 1965) fue un director de fotografía argentino.
Formó parte del equipo con el cual Federico Valle editaba su noticiero cinematográfico Film Revista Valle y fue apoyado por aquel en la serie de experimentos que culminaron en el sistema, después adoptado universalmente, para poner títulos sobreimpresos en las películas habladas en otros idiomas. Dirigió el filme ¡Segundos afuera! (1937) y fue director de fotografía en una gran cantidad de películas hasta su fallecimiento en 1965.
Fue suegro del cineasta argentino Héctor Olivera y abuelo del también cineasta y guionista Javier Olivera. 

## Premios
La Academia de Artes y Ciencias Cinematográficas de la Argentina le otorgó el premio a la mejor fotografía en varias oportunidades:
- Historia de una noche (1941)
- Nacha Regules (1950)
- Deshonra (1952)

También lo galardonó con menciones especiales por su labor en estos filmes:
- Dios se lo pague (1948)
- Almafuerte (1949)

Recibió el Premio Cóndor de Plata a la mejor fotografía en blanco y negro por los filmes El ojo que espía (1967) y por Los inocentes (1963).

## Filmografía
Director de fotografía
- Homenaje a la hora de la siesta  (1966)
- El ojo de la cerradura  (1966)
- María y la otra o Las locas del conventillo (1966)
- Con gusto a rabia  (1965)
- Viaje de una noche de verano  (1965)
- Mujeres perdidas  (1964)
- Las mujeres los prefieren tontos  (1964)
- La cigarra no es un bicho  (1964)
- El Club del Clan  (1964)
- El sol en el espejo  (1963)
- Los inocentes  (1963)
- Paula cautiva  (1963)
- Racconto  (1963)
- Bajo un mismo rostro  (1962)
- Hombre de la esquina rosada  (1962)
- Prisioneros de una noche  (1962)
- Canción de arrabal  o La cumparsita (1961)
- Rebelde con causa  (1961)
- La mano en la trampa  (1961)
- La sed  (1961)
- La novia  (1961)
- Dos tipos con suerte  (1960)
- Luna Park  (1960)
- Plaza Huincul (Pozo Uno)  (1960)
- Gringalet  (1959)
- La caída  (1959)
- Amor se dice cantando  (1959)
- En la ardiente oscuridad (1958)
- El secuestrador  (1958)
- Procesado 1040  (1958)
- La hermosa mentira  (1958)
- La bestia humana  (1957)
- Que me toquen las golondrinas o La despedida (1957)
- Las campanas de Teresa  (1957)
- Oro bajo  (1956)
- Más allá del olvido  (1956)
- Para vestir santos  (1955)
- El juramento de Lagardere  (1955)
- Guacho (1954)
- María Magdalena  (1954)
- El conde de Montecristo  (1953)
- Trompada 45  (1953)
- Vigilantes y ladrones  (1952)
- Deshonra  (1952)
- La bestia debe morir  (1952)
- Ésta es mi vida  (1952)
- El hincha  (1951)
- La vida color de rosa  (1951)
- La orquídea  (1951)
- El Zorro pierde el pelo  (1950)
- Marihuana  (1950)
- Nacha Regules  (1950)
- El otro yo de Marcela  (1950)
- La vendedora de fantasías  (1950)
- Almafuerte (1949)
- Mujeres que bailan  (1949)
- Juan Globo  (1949)
- Don Juan Tenorio  (1949)
- Un tropezón cualquiera da en la vida  (1949)
- Historia de una mala mujer  (1948)
- Dios se lo pague  (1948)
- Recuerdos de un ángel  (1948)
- Navidad de los pobres  (1947)
- Un ángel sin pantalones  (1947)
- Una mujer sin cabeza  (1947)
- A sangre fría  (1947)
- Mosquita muerta  (1946)
- Celos  (1946)
- Cuando en el cielo pasen lista  (1945)
- Éramos seis  (1945)
- María Celeste  (1945)
- Madame Sans-Gene  (1945)
- Cinco besos  (1945)
- Dos ángeles y un pecador  (1945)
- La importancia de ser ladrón  (1944)
- Hay que casar a Paulina  (1944)
- La verdadera victoria  (1944)
- Carmen  (1943)
- Una mujer con pantalones o Luisito (1943)
- Cándida, la mujer del año  (1943)
- Los ojos más lindos del mundo  (1943)
- Son cartas de amor  (1943)
- Su hermana menor  (1943)
- Claro de luna  (1942)
- Incertidumbre  (1942)
- Elvira Fernández, vendedora de tienda  (1942)
- La mentirosa  (1942)
- Yo conocí a esa mujer  (1942)
- Bajó un ángel del cielo  (1942)
- Cada hogar un mundo  (1942)
- El tercer beso  (1942)
- Soñar no cuesta nada  (1941)
- Orquesta de señoritas  (1941)
- Historia de una noche  (1941)
- La canción de los barrios  (1941)
- Napoleón  (1941)
- Al toque de clarín  (1941)
- Fortín Alto  (1941)
- Una vez en la vida  (1941)
- Confesión  (1940)
- Flecha de oro  (1940)
- Hay que educar a Niní  (1940)
- La casa del recuerdo  (1940)
- Fragata Sarmiento  (1940)
- Y mañana serán hombres  (1939)
- Una mujer de la calle  (1939)
- El Loco Serenata  (1939)
- La vida de Carlos Gardel  (1939)
- Alas de mi patria  (1939)
- El diablo con faldas  (1938)
- Melodías porteñas  (1937)
- La casa de Quirós  (1937)
- Melgarejo  (1937)
- Barranca abajo  (1937)
- Picaflor  (1935)
- Calles de Buenos Aires  (1934)
- ¡Tango!  (1933)
- Adiós Argentina (1930)

Guionista;
- El vampiro negro (1953)
- La niña del gato (1953)
- María Rosa (1946)

Director;
- ¡Segundos afuera! (película) (1937)

Director técnico;
- Barranca abajo (1937)